# Bund Entschiedener Schulreformer
Le Bund Entschiedener Schulreformer (BESch) (en français Union des réformateurs scolaires radicaux) est une association pédagogique et pacifiste allemande qui a regroupé jusqu'à 800 membres.
Une discussion a lieu au sein de l'Union des philologues de Berlin, une branche d'Union des philologues allemands, après la Révolution de novembre 1918 sur la future politique scolaire et sur des réformes étendues du système scolaire. On constate très vite pendant les vacances d'hiver 1918-1919 qu'il y a au sein de l'union une majorité conservatrice et réactionnaire et un petit groupe de pédagogues progressistes qui aspirent à des réformes au sein de cette union.
Les conditions de travail devant insupportables pour ce petit groupe en raison de leurs vues divergentes en matière de réformes politiques et scolaires, vingt-quatre pédagogues dont Franz Hilker, Fritz Karsen, Siegfried Kawerau, Otto Koch, Paul Oestreich, Elisabeth Rotten et Anna Siemsen quittent l'union et fondent lors d'un rassemblement le 18 septembre 1919 dans la salle des conférences du Werner-Siemens-Realgymnasium à Berlin-Schöneberg le Bund entschiedener Schulreformer.
Au sein de l'association dont l'un des buts est l'éducation à la paix et la promotion de l'entente entre les peuples à travers la culture, on assiste à de vives confrontations en ce qui concerne le rapport entre l'expérimentation pratique des projets de réformes du Bund comme l'école unitaire élastique (Elastische Einheitsschule), l'administration collégiale de l'école d'une part, et l'importance et le rôle de l'agitation politico-culturelle d'autre part. Paul Oestreich revendique une concentration sur l'agitation fondamentaliste et occupe une place de plus en plus dominante au sein du groupe. C'est pour cela que jusqu'à 1925, tous les autres dirigeants fondateurs des débuts démissionnent. L'association change de nom, elle s'appelle désormais Volksbund für neue Erziehung. En 1933, l'association est dissoute par le régime nazi.

## Œuvres
- Die Neue Erziehung, Monatsschrift für entschiedene Schulreform und freiheitliche Schulpolitik, Jg. 1 (1919) – Jg. 15 (1933), Heft 7.